# Pagyda orthocrates
Pagyda orthocrates là một loài bướm đêm trong họ Crambidae.